# Nieuwe-Koegorspolder
De Nieuwe-Koegorspolder is een poldertje tussen Axel en Sluiskil, behorende tot de Polders tussen Axel, Terneuzen en Hoek, in de Nederlandse provincie Zeeland. 
Dit poldertje, aan de zuidzijde van de Nieuw Zevenaar en Koegorspolder, bestaat uit enkele percelen weiland die in 1825, bij de aanleg van het Kanaal Gent-Terneuzen, van het buitenwater zijn afgesloten en in 1840 van kaden werden voorzien. De polder is slechts 4 ha groot en grenst in het zuiden aan Zijkanaal C.